# Ven Ven (rain, rain, rain)
«Ven Ven» es el título de la adaptación en castellano del sencillo rain, rain, raindel cantante alemán Simon Butterfly, quien también fue uno de sus autores.  La adaptación en español fue grabada por varias artistas, siendo la primera de ellas, la cantante francesa Marie Laforet. Carlos Toro fue responsable de la adaptación en castellano, que apareció en el año 1973, mismo año que la original.

## La canción original
La canción original fue escrita por Howard E. R.Barnes, Ralph Bernet y Sven Linus y publicada por este último con el nombre artístico de Simon Butterfly. Este fue un cantante, productor y actor alemán. Fue publicada como un sencillo de 7'', en inglés y también grabó una versión alemán. La publicación llegó a España, Portugal, Italia, Francia, Angola y Japón, entre otras locaciones.

## Otras versiones
La actriz y cantante francesa Marie Laforet publicó una versión en francés titulada Viens, Viens . Y luego publicó la versión en castellano Ven Ven adaptada por Carlos Toro.  El sencillo tuvo por título Marie Laforet Canta En Castellano Ven, Ven (Viens, Viens). 
Ese mismo año, 1973, la famosa cantante y actriz española Marisol publicó con el sello Zafiro su propia versión.  Paralelamente la cantante Dalida  grabó una versión en italiano llamada Lei Lei que incluyó como lado B de su sencillo Sei Solo Un Uomo In Più. 
Entre 1973 y 1974 se sucedieron diversas versiones y en diversos idiomas. El cantante norteamericano Jimmy Patrick publicó en Alemania una versión en alemán de Rain Rain Rain. El director de orquesta francés Franck Pourcel publicó una versión instrumental en el año 1973 que fue incluida en su LP Amour, Danse Et Violons N.º 41. La cantante griega Marianna Toli o Μαριάννα Τόλη, publicó en 1974 un sencillo de 7´´ con una versión en griego titulada Ζητάς (Viens Viens). El cantante búlgaro Bíser Kírov o Бисер Киров publicó en 1974 el sencillo de 7´´  Дъжд (rain).

## Ven Ven
Carlos Toro fue el responsable de la adaptación al español de Rain, Rain, Rain. Fue el primer gran éxito del letrista español, quien también fue responsable del éxito del Dúo Dinámico Resistiré. En el año 1973 fueron publicadas las primeras versiones de esta adaptación por las cantantes Marie Laforet y por Pepa Flores, Marisol. 
En el año 1984 la cantante y compositora argentina Liliana Maturano, Tormenta, incluyó una versión en su LP Tormenta. En el año 1987 fue incluido por Ana Gabriel en su disco Pecado Original. En el año 1990 la cantante y compositora argentina Vanessa Colaiutta lo publicó como primer sencillo de difusión de su disco Ven Ven. Además de ser el primer sencillo promocional y de ser el título de su tercer disco de estudio, se rodó un videoclip en la ciudad de Córdoba, que actualmente puede verse en la cuenta oficial de YouTube de la cantante.